# Sent Laurenç del Minièr
Sent Laurenç del Minièr (en francès Saint-Laurent-le-Minier) és un municipi francès situat al departament del Gard i a la regió d'Occitània.